# 路德維希·馮·米塞斯
路德維希·海因里希·埃德勒·馮·米塞斯（德語：Ludwig Heinrich Edler von Mises，1881年9月29日—1973年10月10日），來自於奥地利的犹太裔美国國民、經濟學家、历史学家、哲学家、作家、市場自由主義的主要代表人物之一，也是一位積極促進古典自由主義部份理念復興的學者，更被視為新自由主義的創立人。他還被譽為是「奧地利經濟學派的院長」。他所創立的理論也影響了之後的許多著名經濟學家，如弗里德里克·哈耶克及穆瑞·羅斯巴德。米塞斯的經濟學思想对在二十世纪中期興起的放任自由資本主义有着很大的影响力。
1982年，米塞斯研究所成立，它成为了研究和宣揚自由市場資本主義的机构。

## 生平

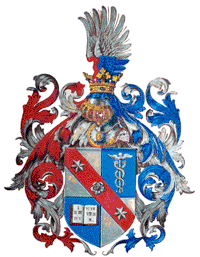
這是米塞斯的祖父Mayer Rachmiel Mises在1881年獲得弗朗茨·约瑟夫一世封爵時取得的家族紋章，這同時也是路德維希·馮·米塞斯研究所的學院紋章。

### 童年和家庭背景
路德維希·馮·米塞斯生於奥匈帝国东部的伦贝格（即今乌克兰利沃夫）的富裕犹太家庭。他的父親阿瑟·埃德尔·馮·米塞斯（Arthur Edler von Mises）在當地擔任建築工程師，并憑修建與经营铁路而在19世纪晋升为贵族。路德維希的母亲阿德勒（Adele (娘家姓 Landau)）是奥地利国会自由党人约阿希姆·兰道（Dr. Joachim Landau）的侄女。12岁時，路德維希已经熟練掌握使用意第绪语、德语、波兰语和法语，阅读拉丁语并能听懂乌克兰语。 物理學家理查德·冯·米泽斯是路德維希的弟弟。另一名弟弟則死於嬰兒時期。當路德維希和理查德還小的時候，全家搬回了他們原先的祖居地維也納。
在1900年他就讀了维也纳大学，在那裡他受到了卡爾·門格爾的大量影響。米塞斯的父親死於1903年。他在1906年取得了博士學位。

### 职业生涯
在1904年至1914年間，米塞斯參加了奧地利經濟學派學者歐根·博姆-巴維克的授課。这一时期，他不仅与门格尔和博姆-巴維克两人建立了友谊，并且结识了著名社会学家马克思·韦伯。米塞斯在1913年至1934年之間於維也納大學以私人讲师（Privatdozent）身份授課，同時他还另有正职，于1909年至1934年间他在维也纳商会担任秘书。通过这些工作，米塞斯成为时任奥地利总理的恩格尔伯特·陶尔斐斯最倚重的经济顾问之一，这位总理是一位持坚定的反纳粹立场的奥地利法西斯主义者（austrofascist）。其后又获得奥地利大公奥托·冯·哈布斯堡的信任，这位大公是个基督教民主主义政治家。米塞斯在欧洲的朋友和学生还包括威廉·洛卜克和阿尔弗雷德·缪勒-阿尔玛克(能够对德国总理路德维希·艾哈德施加影响的顾问之一)，Jacques Rueff (夏尔·戴高乐的财政顾问) 。
经济学、政治理论学学者弗里德里克·哈耶克最初是作为下属走近米塞斯的，其时米塞斯正在奥地利政府供职，处理一次世界大战之后奥地利战争负债的问题。哈耶克写道，“在那里，我认识的米塞斯是一个极富效率的主管，就像约翰·斯图尔特·密尔说的那种，能够在两个小时之内完成一整天的工作，总是有一张干干净净的办公桌和闲暇来谈论任何事情。我发现他是我认识的人当中最有教养和学识的人……”。哈耶克发展了米塞斯关于商业周期理论工作，这为他赢得了1974年诺贝尔经济学奖（与瑞典经济学家纲纳·缪达尔共享）的荣誉。
為了躲避纳粹對奧地利的威脅，米塞斯在1934年逃往瑞士的日內瓦，並在日内瓦高级国际关系学院擔任國際研究學院的教授直到1940年。他在1940年與其他猶太人難民一道移居美國的紐約市。他從1945年開始一直擔任纽约大学的客座教授直到1969年退休為止，不過他始終沒有從大學領取薪資，他的生計是由一些賞識他的商人，例如Lawrence Fertig，所資助的。在此期間，米塞斯參與到由奧地利流亡者，时任紐約大學教員的理查德·尼古拉斯·冯·康登霍维-凯勒奇領導的国际泛欧联盟，并著手解決當中的貨幣問題。1947年，米塞斯與同道者一起創辦了朝圣山学社。雖則逃離了歐洲，米塞斯依然通過與路德維希·艾哈德、夏爾·戴高樂和路易吉·伊諾第的職業關係而在戰後歐洲重建過程中發揮了巨大影響力而為人們稱道。
在美國，首先受到米塞斯工作影響的經濟學家有Benjamin Anderson、倫納德·里德、亨利·赫茲利特，但是像马克斯·伊斯特曼這樣的前激進派作者，法律學者Sylvester J. Petro，小說作者艾茵·蘭德都成為了米塞斯的朋友和崇拜者。在那裡，許多人成為米塞斯的學生，像伊斯雷爾·柯茲納、Hans Sennholz、Ralph Raico、Leonard Liggio、喬治·瑞斯曼和穆瑞·羅斯巴德。不久，米塞斯就獲得了格罗夫城市学院（Grove City College）的名譽博士學位。
儘管米塞斯的名望日漸增長，但他仍直接將自家通訊地址列於電話簿上，並且歡迎所有學生前來拜訪。他擔任教職直到87歲高齡，成為當時美國年齡最大的在職教授。米塞斯在1973年於紐約市聖文森特醫院(St. Vincent's hospital)去世，享年92歲。他的遺體在紐約市哈特斯德尔（Hartsdale）社区的芬克里夫墓园（Ferncliff Cemetery）火化。

## 對經濟學的貢獻
米塞斯以古典自由主義者自居，撰寫了大量的作品、也進行了許多的授課，他也被視為是奧地利經濟學派的領導人之一。米塞斯在其經濟學著作《人類行為》一書中，引入人類行為學作為社會科學的更加一般的基礎，同時證明經濟學原理的求得，只能採用主觀主義的方法論，必須堅決拒斥實證主義和唯物主義。他在經濟學領域撰寫了很多有關以下兩種問題的著作：
1. 貨幣經濟和通貨膨脹
2. 政府控制的經濟體制和自由貿易之間的差異

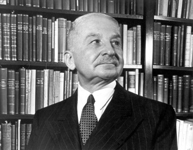
米塞斯在图书室

米塞斯主張對於貨幣的需求純粹是出自於它能用以購買其他貨物的功能而產生的，而非為了貨幣本身的目的，也因此任何在沒有黃金支撐下對於货币供给的擴張都會導致商業週期。他另一項突出的理論是主張社會主義在經濟上必然會失敗，因為經濟計算問題（economic calculation problem）註定了社會主義的政府永遠無法正確的計算複雜萬分的經濟體系。
米塞斯预言，离开了外在的市场经济体，社会主义将无法形成有效的价格体系，而有效的价格体系是对资本财进行最优配置的根本。资本财恰恰是因生产手段的私人占有而出现的租用和交换的内容，否则就没有交换比率或货币价格这回事。市场价格可用来对生产成本和可能的收益进行比较，离开了这种一般化的价格指标，就无法将各种各样的资本财合理的配置到各种不同的消费品的生产过程中去，要知道，没有一种消费品的生产是不要消耗一定量稀缺的资本财的。在社会主义社会，资本的分配不是依据更有效率同时带来更多收益的资本市场结构，而是交给一名理论上的社会主义计划者，对给予的资本在没有货币价格信号对收益状况进行比较的情况下进行分配。
根据米塞斯的说法，社会主义必定失败，因为离开价格无法了解需求。因此，社会主义者浪费资本财的毛病就如对产量的盲目追求一样根深蒂固，资本财的累计速度很低，同时资本财被强制性地垄断在机能不良的政府手中，这些政府仅仅依赖从国内产量得出的个人之间效用的比较数据来支配资本。这些数据根本不足以用来进行经济核算，因此也不足以用来高效地使用和配置资本。在自由市场中，资本的配置由价格决定，而价格是由拥有生产手段的个人所有者决定的，那些将生产活动最好地服务于消费者的人能保有他们的资本，而那些生产活动失败破产的人则不得不将他们的资本转移给其他人。对于社会主义而言，像资本财的流动，生产手段的流失或者保有，都是不存在的，对于资本主义而言，伴随劳动分工，生产活动呈现极端多样化发展，在此过程中依照对关键性生产活动中资本的损耗或者节省，决定谁失去生产手段，谁保有生产手段。 
米塞斯对社会主义模式下经济发展道路的观点相当有名，就如他1922年的著作《社会主义：经济与社会学的分析》（Socialism: An Economic and Sociological Analysis）中所说：
所有人都会同意，在苏维埃政权下对于俄国问题的唯一确定事实是：俄国民众的生活标准要大大低于生活在像美国这样一个被普遍看作是资本主义典范国家的民众。如果我们把苏维埃政权当作一个实验，我们将不得不说这个实验已经清晰地证明了资本主义的优越性和社会主义的无能。
这些观点被后辈奥地利学派经济学家（如诺贝尔奖获得者弗里德里希·哈耶克）和他的学生们（如Hans Sennholz）详尽阐发。
在《Interventionism, An Economic Analysis》（1940年）一書裡米塞斯寫道：
一般人對於政治術語的使用是相當無知的。什麼叫做「左派」而什麼又是「右派」？為什麼希特勒會是「右」，而史達林會是「左」？誰是「反動派」和誰是「革新派」？對抗一個愚蠢的政策絕不應該被譴責，而推行會導致大混亂的「革新」絕非可取的行為。任何東西並不會因為它是新出現的、激進的、和時尚的就會被接受。「正統」的原則如果真的正統那也絕非邪惡。究竟是誰在反對勞工？是美國的那些資本家嗎？還是那些企圖將勞工地位降至和俄國一樣水平的人？誰才是「民族主義」？是那些希望保持國家獨立的人？還是那些企圖將自己國家置於納粹魔爪之下的人？
苏联垮台以后，终生倡导社会主义的经济学家罗伯特·海尔布隆纳说道：“事情清楚了，当然，米塞斯说对了”关于社会主义不能实现的预言。“资本主义的成功是铁板钉钉了，就像社会主义的失败一样。弗里德里希·哈耶克和冯·米塞斯一直坚持资本主义终将兴旺发达，社会主义将会无可救药。”

### 消费者主权
米塞斯发展了“消费者主权”的理论；照他的看法，是消费者最终决定了市场当中的一切。这个观点出现在《人类行为》当中： 
消费者是真正的老板……是消费者决定要生产什么产品，按什么样的品质生产，以及生产多少…他们是无情又自私的老板，猎奇心重又总是异想天开，反复无常又难以预测。对他们而言，没有什么比他们自己的舒适更重要…当人们作为购买者和消费者时，他们心肠冷硬无情，完全不顾及旁人的感受…资本家…仅仅当他们最好地满足消费者的指令时才能保有和增长他们的财富…在处理商业事物时，资本家们必须无情又心肠铁硬，因为资本家的老板——消费者自己，是无情而又冷酷的。
罗斯巴德认为这个概念有误导性。

## 政治學思想
米塞斯的自由意志主义哲学基础是欧洲大陆流派的。罗斯巴德说，米塞斯认可1789年的理性自由主义，彼时法国国民公会里。巴斯夏和无政府主义者蒲鲁东同样坐在左翼，此外，米塞斯厌恶宗教，其聲称资本主义是有无神论色彩的，尽管他晚年与天主教和解。
米塞斯思想的伦理學理論基础是功利主义，他并不支持古典自由主义“人人生而平等”的假设，只支持“法律平等待人”之概念。
|                          | 然而，并没有自然法则这样的东西，也没有什么是正义和什么是不正义的永恒标准。 自然与是非观念格格不入。 “不可杀人”当然不是自然法的一部分。 自然条件的特征是，一种动物意图杀死其他动物，而许多物种只能通过杀死其他动物来保全自己的生命。 对与错的概念是一种人为的设计，一种功利主义的戒律，旨在使劳动分工下的社会合作成为可能。 所有道德规则和人类法律都是实现特定目的的手段。 |
| ——米塞斯《人的行为》:716 | |

与许多19世纪末的自由主义者不同，米塞斯是反殖民主义者。他承认自决权和民族原则对所有民族和种族都具有普遍性。他称“殖民政策的基本思想是利用白种人相对于其他种族的军事优势。欧洲人带着他们文明所能提供的所有武器和设备出发，征服弱小的民族，抢劫他们的财产，奴役他们。有人试图以殖民政策的唯一目的是让原始民族能够分享欧洲文明的福祉为借口，来减轻和掩盖殖民政策的真正动机。……除了火与剑，没有其他手段可以传播欧洲文明，还有什么比这更悲哀的证据表明欧洲文明的贫瘠吗？”

## 與其他擁護資本主义的學者之間的关系

### 哈耶克
弗瑞德呂希·哈耶克曾是被視為新自由主義開創人的著名經濟學家弗瑞德呂希·馮·维塞尔的学生，由於维塞尔同情费边社会主义，因此哈耶克最初擁護社会主义，后来他閱讀了米塞斯所撰寫的書籍《社会主义》，才转向至資本主义，但哈耶克自始至终不认同米塞斯對康德主义的擁護和其所認可的先验主義理論及人类行为学理論。
|                     | 当然，1936 年是我第一次完全清楚地看到我独特的方法的时候——但当时我觉得我终于能够清楚地说出我一直相信的东西——并温和地向米塞斯解释为什么我不能接受他的先验论。 |
| ——弗瑞德呂希·哈耶克 | |

### 艾茵·兰德
米塞斯虽然对《阿特拉斯耸耸肩》一書表示认可，但是他反对客觀主義創立人艾茵·兰德所創立的倫理學理論。儘管如此，不過米塞斯仍然十分欣賞艾茵·兰德對激進資本主義的擁護。
|                                          | 政治家们不敢告诉群众的话，你有勇气去告诉——你们比他人差，你们习以为常的生活状况之改善皆是仰赖那些优于汝等之人的努力。 |
| ——米塞斯，1958年1月23日写给艾茵·兰德的信 | |

## 批评

### 來自資本主義者所提出的批評意見
米尔顿·弗利民认为米塞斯的思想是守旧顽固的：
|    | 我记得最清楚的一回是他在刚刚筹办的第一次朝圣山学社上的发言：「你们统统是社会主义份子。」我们那时正在讨论收入的分配问题，以及是否应该设立累进收入税。在那次会议上有些人认为应该能找到一个公平的方案。 |
| —— | |

弗利民还提到米塞斯在金本位制一事上表現得十分固执：
|  | 还有另外一件广为人知的事：弗里茨·马赫卢普曾经是米塞斯最忠诚的弟子。在一次朝圣山的会议上，弗里茨发表了一个我认为是质疑金本位的讲话，他当时表示更倾向于浮动汇率。米塞斯那时非常愤怒，以致于三年都没同弗里茨说过话。一些人不得不搭桥引线让他们再度走到一起。这个很难为人理解，也许考虑到像米塞斯这样受过政治迫害的人，多少能夠了解他的做法。 |

第二次世界大战結束之后，主流经济学被确立，米塞斯遭受着严重的排斥：比如说在1957年针对他的书《反资本主义的心态》（The Anti-Capitalistic Mentality）的书评中，《经济学人》杂志这样评论冯·米塞斯：“冯·米塞斯教授有长于分析的头脑和对于自由令人钦佩的热情；但是他身上的人性简直比没有还糟糕，他的辩论才干处于海德公园演说者之角的水平。”保守派评论员惠特克·钱伯斯在National Review发表的一篇类似的负面评论中指责米塞斯的观点“反资本主义的情绪是根植于妒忌心理”是“一无所知保守主义”（know-nothing conservatism）中“最一无所知的”（know-nothingest）。
在1978年得采访中，弗里德里希·哈耶克这样说到米塞斯的《社会主义》，“最初的时候我们每个人都觉得他的观点夸张得太过吓人甚至语气上火气太大。你看，那时他伤害了人心中所有最深刻的感情，但是逐渐地，他还是赢得了我们，当然这花了很长的时间。那时我不得不承认他在她的结论上是对的，但是要在心里接受他的观点仍然是一件不舒服的事情。”（哈耶克对中央计划的批判与米塞斯所持有的如下基本观点无法调和：价格要想作为指示稀缺的信号只可能在承担责任的所有者之间的金融交易中才能产生，这个观点是如下普适经济学原理的一个特例：价值的判断完全依赖所有权的制约）
在米塞斯死后，他的妻子引用了米塞斯写到Benjamin Anderson的一段话，认为能最好地描述米塞斯的个性：“他最令人敬仰的品质是他宁折不弯的诚实，他毫不犹豫的真诚。他从不屈服。他总是自由地说出他认为对的东西。如果他曾经打算收敛一点或仅仅弱化一点他对流行却不负责任的政策的批评，那些最有影响力的位置和大门都将向他敞开。但他从没妥协过。”

### 來自自願主義者所提出的批評意見
奉信自願主義的作家雷蒙德·赛勒斯·霍伊尔斯曾經多次通過信件與米塞斯就美國憲法、民主制度及有限政府等多個主題交換意見，比起認為國家仍有必要存在且能夠在某些方面上促進經濟自由化進程的自由放任資本主義，霍伊尔斯更為支持主張完全私有化所有事物的無政府資本主義，霍伊尔斯表示他認同米塞斯所持有的許多觀點的正確性，但他告訴米塞斯 他認為米塞斯在抨擊國家的方面上不夠徹底，米塞斯則回應指自由民主主義國家有存在的必要性，並且聲稱無政府狀態意味着混亂，兩人之間的爭論愈演愈烈，最後霍伊尔斯指責米塞斯宣揚社會主義和提倡暴政，導致米塞斯憤而宣佈他退出爭論，雖然之後霍伊尔斯寫信給米塞斯以試圖挽回兩人之間的關係，但是可能由於霍伊尔斯在信中提到他把米塞斯寫給他的私人信件給了他的朋友罗伯特·勒费弗閱讀，因此米塞斯感到非常憤怒，據説米塞斯沒有就該信作出任何回覆。

### 來自反法西斯主義者所提出的批評意見
许多米塞斯的批评者，包括经济学家J. Bradford DeLong和社会学家Richard Seymour，都曾指責米塞斯在1972年出版的《自由主义》一书中以肯定的態度評價過法西斯主义：
|                | 不可否认，法西斯以及类似的运动旨在建立的独裁国家满怀着最良好的愿望，并且他们的干预的确拯救了欧洲文明于一时。为了这一功绩，法西斯主义将彪炳史册。但是虽则它的政策带来的片刻拯救，却无法保障持久的成功。由此，法西斯主义只是权宜之计。对它还有更多期待将会是个严重的错误。 |
| ——《自由主义》 | |

米塞斯的传记作者兼支持者約爾格·吉多·胡爾斯曼（Jörg Guido Hülsmann）表示那些聲稱米塞斯支持法西斯主义的説法是荒唐的，指出引文剩下的部分把法西斯主义称作是危险的，并且指出对法西斯的期待超出“作为对抗共产主义的权宜之计”的范围是致命的错误。此外，米塞斯在1944年撰写的《全能政府》一書中，表示他支持以军事手段消灭轴心国。
米塞斯曾在其所撰寫的文章〈计划出来的混乱〉中猛烈抨擊法西斯主義及納粹主義，他聲稱如果容許具有法團主義色彩的法西斯主義盛行，它將會因侵犯經濟自由一事而造成很多危害。米塞斯也因納粹主義的種族主義色彩及其對自由放任資本主義的反對而聲稱納粹主義者是愚蠢的和恐怖的。

### 來自社會主義者所提出的批評意見
2022年10月10日，政治立場傾向於民主社會主義的著名雜誌《雅各賓》發表了密歇根大學講師馬特·麥克馬納斯（Matt McManus）男士所撰寫的文章，作者在文中嚴厲地批評米塞斯，他聲稱米塞斯所持有的很多觀點都很武斷和不客觀，類似於一個堅定地信奉宗教的佈道家所提出的枯燥乏味的、刻意的教條主義式的辯護性觀點。然而, 米塞斯研究所高級研究員大卫·戈登（David Gordon）博士回应指这些批評意見完全扭曲了米塞斯所持有的觀點。

### 來自馬克思主義者所提出的批評意見
一些放任自由馬克思主義者對米塞斯所提出的許多説法作出了批駁，他們聲稱奧地利派所認可的不少理論早已被科學社會主義創立人卡爾·馬克思博士本人在其著作《資本論》中駁斥。

## 著作
以下列表出版時間均爲原著（德文或英文）初版年份。英文書名後跟中文書名表示已有中文譯本問世。
- 1912. The Theory of Money and Credit. 貨幣與信用原理
- 1919. Nation, State, and Economy.
- 1922. Socialism: An Economic and Sociological Analysis. 社會主義：經濟與社會學的分析
- 1927. Liberalismus:In the Classical Tradition（1962年译成英文版，以新标题The Free and Prosperous Commonwealth发表。）自由與繁榮的國度
- 1929. A Critique of Interventionism.
- 1933. Epistemological Problems of Economics. 經濟學的認識論問題
- 1940. Memoirs (1940)
- 1941. Interventionism: An Economic Analysis.
- 1944. Bureaucracy. 官僚體制
- 1944. Omnipotent Government: The Rise of the Total State and Total War.
- 1947. Planned Chaos. 計劃出來的混亂（網絡版本）
- 1947. Observations on the Cooperative Movement.
- 1949. Human Action: A Treatise On Economics. 人的行爲:經濟學專論
- 1952. Planning for Freedom, and Other Essays and Addresses.
- 1956. The Anti-Capitalistic Mentality. 反資本主義心境
- 1957. Theory and History: An Interpretation of Social and Economic Evolution. 理論與歷史
- 1962. The Ultimate Foundations of Economic Science: An Essay on Method. 經濟學的最後基礎
- 1969. The Historical Setting of the Austrian School of Economics.
- 1978. Notes and recollections. 米塞斯回憶錄
- 1978. On the Manipulation of Money and Credit.
- 1978. The Clash of Group Interests and Other Essays.
- 1979. Economics Policy: Thoughts for Today and Tomorrow.
- 1990. Money, Method and the Market Process. 貨幣、方法與市場過程
- 1990. Economic Freedom and Interventionism: An Anthology of Articles and Essays

## 外部連結
- 路德維希·馮·米塞斯研究所 （页面存档备份，存于）
- 路德維希·馮·米塞斯欧洲研究所 （页面存档备份，存于）
- Mises.de （页面存档备份，存于）, 路德維希·馮·米塞斯和其他奥地利学派作者的德文原版著作和论文
- Liberty and Economics: 路德維希·馮·米塞斯紀念影片
- 路德維希·馮·米塞斯研究所的完整書目 （页面存档备份，存于）
- 路德維希·馮·米塞斯研究所的傳記 （页面存档备份，存于）
- Open Directory Project list of links （页面存档备份，存于）
- Biblioteca Ludwig von Mises
- 米塞斯對凱因斯 （页面存档备份，存于） 1927年米塞斯在柏林聽完凱因斯的授課後所寫下的批評
- Bio by Mises scholar Jörg Guido Hülsmann （页面存档备份，存于）
- Audio of von Mises subtitled in Spanish and English （页面存档备份，存于） 工薪阶层和他们的老板之间有利益冲突吗？